# Vilhelm Reinert-Joensen
Hans Christoffer Vihelm Reinert-Joensen, i USA kendt som William Joensen, (født 17. marts 1891 i Nuuk i Grønland, død august 1949 i Brooklyn, New York) var en færøsk-amerikansk søofficer, der blandt andet deltog som skibsfører ved landgangen på Omaha Beach under D-dagen 6. juni 1944.
Han var født i Godthåb (i dag Nuuk) i den daværende danske koloni Grønland, hvor hans far var kolonibestyrer. Familien flyttede i 1902 tilbage til Tórshavn, hvor Vilhelm gik i folkeskole de næste tre år. Derefter stod han til søs 14 år gammel og tog senere en navigatøruddannelse i Danmark. Omkring 1918 mistede han kontakten med familien på Færøerne, og de antog efterhånden, at han var omkommet på havet. Han mødte sin mor igen i 1943.
I 1928 blev han statsborger i USA, og ansat i marinens Army Transport Service, hvor han steg i graderne og endte som kaptajn. Han førte troppetransportskibet Edmund B. Alexander i 1941, og deltog ved den amerikanske besættelse af Island senere samme år. Under landgangen i Normandiet i 1944 førte han et ukendt skib, og efter krigen førte han følgende andre amerikanske troppetransportskibe: George W. Goethals, George Washington, General M. L. Hersey og Greenville Victory; med disse fragtede han amerikanske soldater hjem fra Europa og tyske krigsfanger tilbage til Tyskland.
Joensen blev fundet død på sit hotelværelse i Brooklyn i august 1949. I forbindelse med 70-års jubilæet for D-dagen blev han i 2014 afbilledet på et færøsk frimærke.